# Francisco José Prieto Fernández
Francisco José Prieto Fernández (ur. 18 sierpnia 1968 w Ourense) – hiszpański duchowny katolicki, arcybiskup metropolita Santiago de Compostela od 2023.

## Życiorys

### Prezbiterat
Święcenia kapłańskie otrzymał 26 czerwca 1993 i został inkardynowany do diecezji Ourense. Pracował głównie jako duszpasterz parafialny, był także m.in. wykładowcą instytutu teologicznego, dyrektorem szkoły diecezjalnej oraz wikariuszem biskupim ds. nowej ewangelizacji.

### Episkopat
28 stycznia 2021 papież Franciszek mianował go biskupem pomocniczym Santiago de Compostela, ze stolicą tytularną Vergi. Sakry biskupiej udzielił mu 10 kwietnia 2021 arcybiskup Julián Barrio Barrio.
1 kwietnia 2023 został mianowany arcybiskupem metropolitą Santiago de Compostela. 
Ingres do archikatedry odbył 3 czerwca 2023.